# Meleagros (Mythologie)

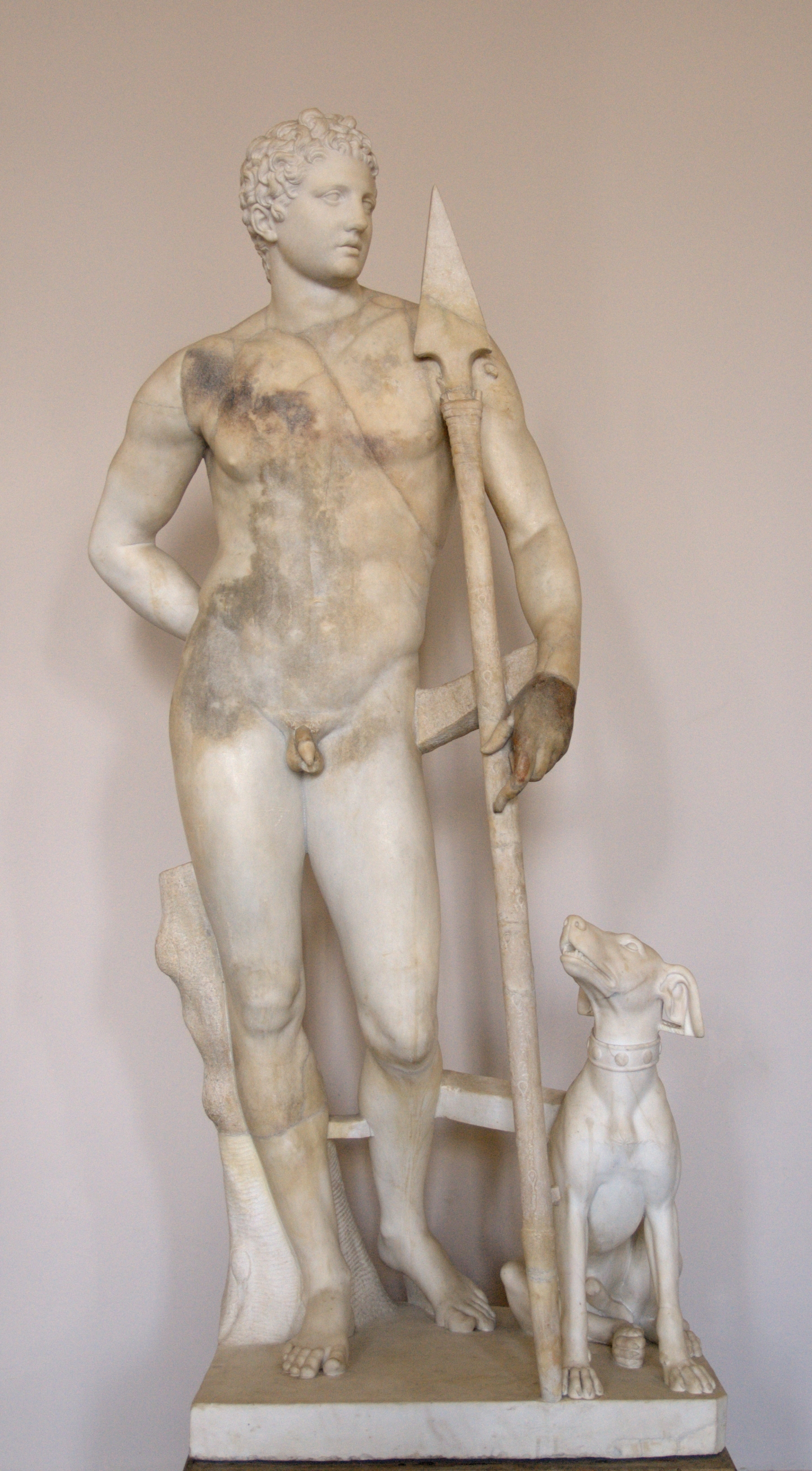
Meleagros, Römische Kopie nach griechischem Original, möglicherweise von Skopas, Antikensammlung Berlin (Sk 215)

Meleagros (griechisch Μελέαγρος Meléagros) ist in der griechischen Mythologie der Sohn von Althaia und Oineus, dem König von Kalydon. Zwei seiner sechs Geschwister sind Tydeus und Deïaneira. Mit seiner Frau Kleopatra hatte er eine Tochter namens Polydora.

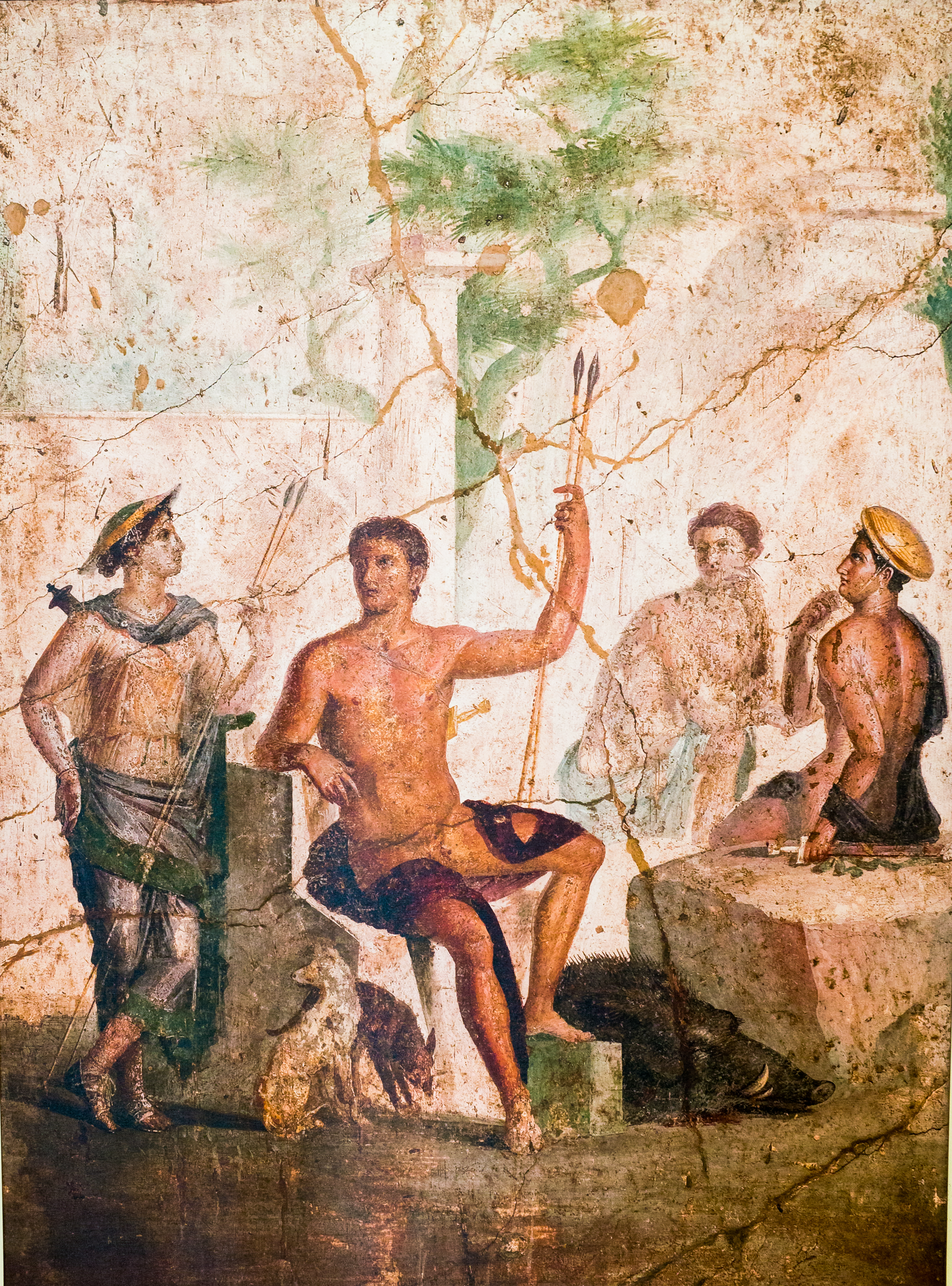
Meleagros und Atalante ruhen nach der Jagd auf den kalydonischen Eber. Antikes Fresko aus Pompeji, VI 9 3, heute Archäologisches Nationalmuseum Inv. 8980.

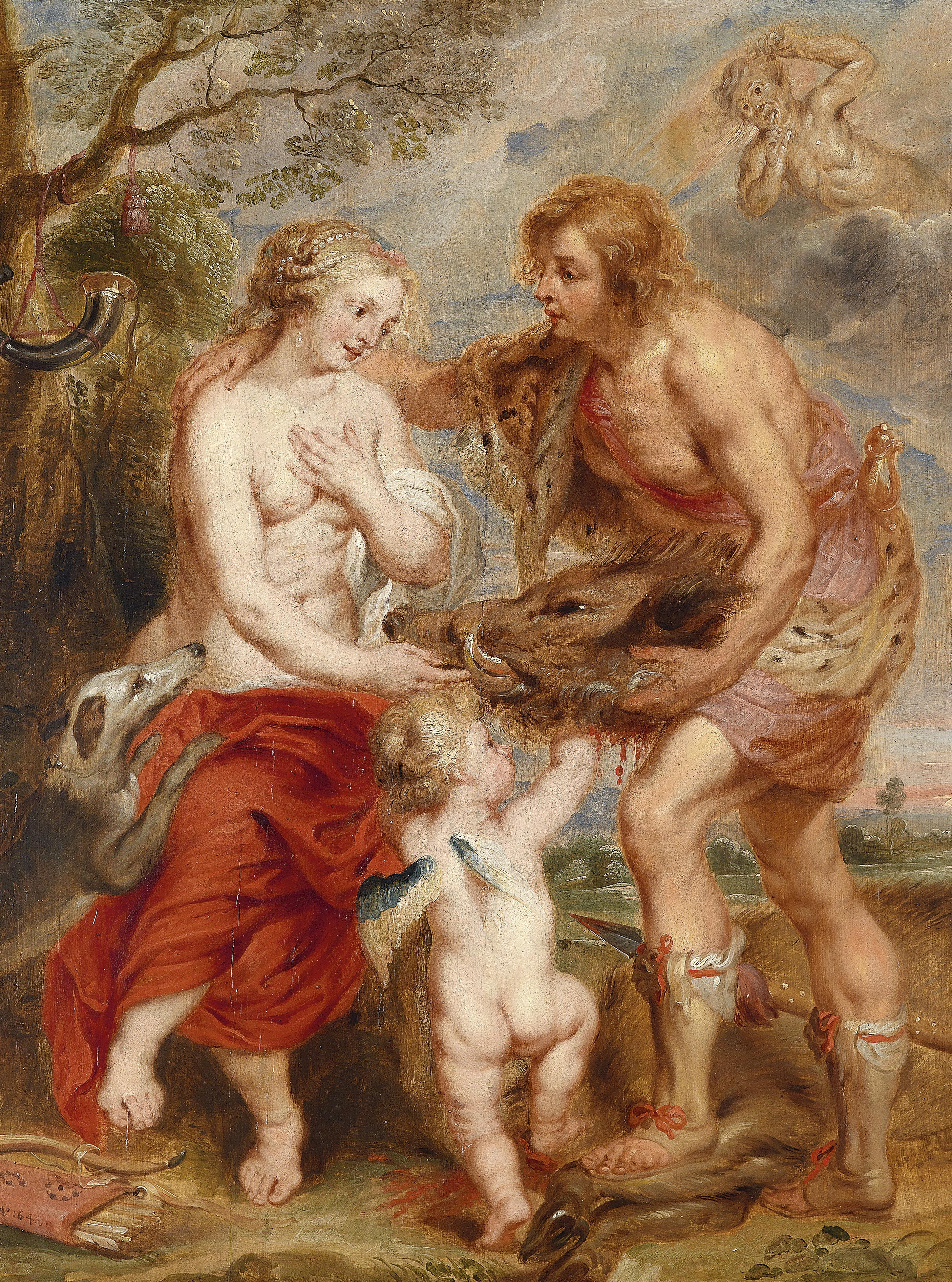
Peter Paul Rubens: Meleager und Atalante, um 1635, Alte Pinakothek, München

Sieben Tage nach der Geburt von Meleagros erschienen die drei Moiren Klotho, Lachesis und Atropos. Letztere verkündete Althaia, dass ihr Sohn lebt, solange das auf dem Herd brennende Holzscheit nicht vom Feuer verzehrt wird. Althaia löschte das Feuer und bewahrte das Holzstück auf, um Meleagros am Leben zu erhalten. 
Bereits in jungen Jahren nahm er als einer der Argonauten mit Laokoon an der Seereise des Iason teil. Er gewann den Preis für das Speerwerfen bei den Leichenspielen des Akastus.

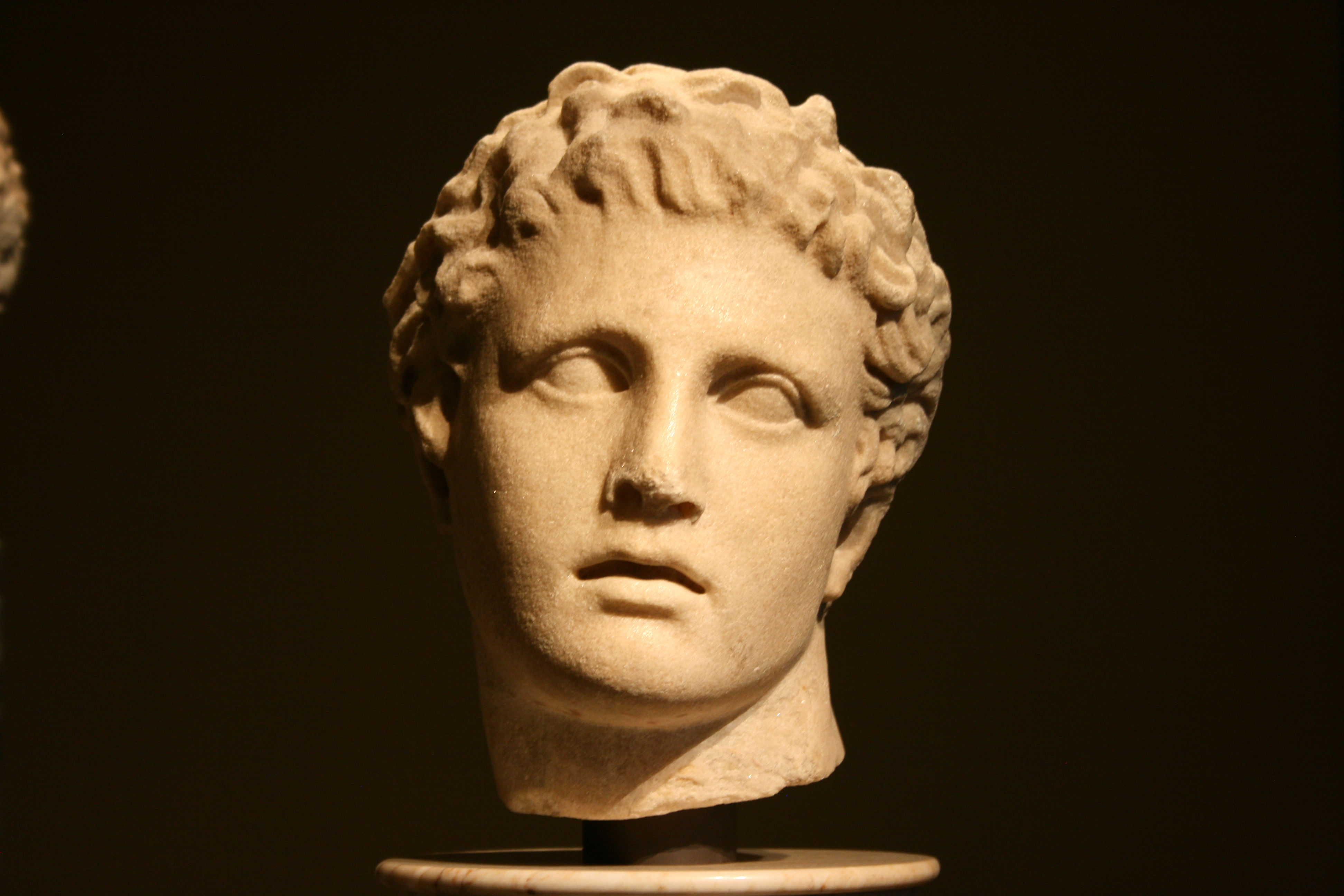
Porträt des Meleagros; römische Kopie nach griechischem Original, um 430/330 v. Chr.; Kunsthistorisches Museum Wien (Inv. I 1283)

Als er in seine Heimat Kalydon zurückgekehrt war, trieb dort der Kalydonische Eber sein Unwesen. Artemis, die Göttin der Jagd, hatte ihn ausgeschickt, um Althaia und Oineus dafür zu bestrafen, dass sie ein Opfer für sie vergessen hatten. Meleagros rief seine Gefährten zur Jagd zusammen. Die Teilnehmer waren Iason, Kastor und Polydeukes, Idas, Lynkeus, Peleus, Admetos, Peirithoos, Theseus und Atalante. Atalante verletzte das Tier als Erste, anschließend gab Meleagros dem Schwein den Todesstoß. Meleagros überließ Atalante das Fell des Tieres, die Brüder von Althaia jedoch wurden eifersüchtig und entwendeten die Trophäe. Erzürnt tötete Meleagros daraufhin seine eigenen Verwandten, worauf Althaia aus Rache das aufbewahrte Holzscheit verbrannte. Dadurch starb Meleagros wie von Atropos vorhergesagt.